# Volturno
El Volturno es un río que está situado en el centro-sur de Italia, y vierte sus aguas en el mar Tirreno en Castel Volturno, al noroeste de Nápoles. De 175 km de longitud, nace en los Apeninos meridionales, cerca del parque nacional de los Abruzos, y atraviesa la llanura de Campania pasando por las provincias de Benevento y Caserta. La ciudad más importante que atraviesa es Capua.
Por longitud y caudal, es el río más largo de la Italia meridional.

## En la Historia
El río fue teatro de la batalla del Volturno, fue una serie de eventos militares producidos entre septiembre y octubre de 1860 en el proceso de la unificación de Italia; donde se enfrentaron las tropas borbónicas, al mando del rey Francisco II, y las piamontesas, comandadas por Giuseppe Garibaldi. 
Durante la Segunda Guerra Mundial, dio nombre a la Línea Volturno, una posición defensiva alemana en Italia.